# Gyrostemonaceae
Gyrostemonaceae nom. cons., porodica grmlja i manjeg drveća iz reda kupusolike. Postoji oko 20 vrsta, i svi su endemi u Australiji.

## Opis
Gyrostemonaceae je mala porodica drveća i grmlja, s 5 rodova i najmanje 18 vrsta, sve porijeklom iz Australije. Gyrostemon ima 12 vrsta. Cvjetovi su različitog spola i obično su sitni. Prašnici, koji imaju najviše kratke peteljke, nose se u jednom ili više kolutova oko središnje osi cvijeta, kao i karpele. Plod je vrlo varijabilan, a sjemenke imaju mesnate dodatke ili vijence. Vrste Gyrostemonaceae oprašuju se vjetrom. Nakon što sjeme padne na tlo, mogu ga raspršiti mravi.

## Rodovi
1. Codonocarpus A. Cunn. ex Endl., 3
2. Cypselocarpus F. Muell., 1
3. Gyrostemon Desf., 13
4. Tersonia Moq., 2
5. Walteranthus Keighery, 1